# Bitconnect
Bitconnect (également orthographié BitConnect et stylisé bitconnect, code ISO « BCC ») est une cryptomonnaie en sources ouvertes liée au programme d'investissement à haut rendement (un type de système de Ponzi) « bitconnect.co ».

## Historique
Elle est lancée en 2016. 
Fermée le 16 janvier 2018, les valeurs des prêts sont distribuées aux utilisateurs en BCC. la confiance en la monnaie est perdue et la valeur du BCC chute à moins d'un dollar par rapport à un sommet précédent de près de 500 dollars[réf. nécessaire]. Cet effondrement de la valeur est l'un des plus importants de l'histoire des cryptomonnaies,.

## Mème internet
Le 28 octobre 2017, Bitconnect tient sa première (et unique) cérémonie annuelle à Pattaya, en Thaïlande, au cours de laquelle un investisseur nommé Carlos Matos fait une présentation exubérante sur le site Web, tout en criant intensément « Bitconneeeect ! »; la vidéo est rapidement devenue un mème Internet, le Late-night show « last week tonight », de John Oliver, analyse la vidéo, en rapport avec d'autres sujets sur les cryptomonnaies et y parodie, à la fin du show, la scène avec, en invité star, Keegan-Michael Key.